# 항생제 내성
항생제 내성(抗生劑耐性, 영어: antibiotic resistance) 또는 항생제 저항성(抗生劑抵抗性)은 미생물이 항생제에 노출되어도 생존할 수 있는 약물 저항성을 말한다. 유전자는 접합, 형질 도입, 형질 전환에 의해 세균 사이에서 수평적으로 옮겨질 수 있다. 따라서, 자연 선택에 의해 진화된 항생제 저항성 유전자가 공유될 수 있다. 항생제에의 노출과 같은 점진적인 스트레스는 항생제에 저항성을 갖는 형질을 선택한다. 많은 항생제 저항성 유전자는 플라스미드에 위치하여, 이들의 전달을 용이하게 한다. 세균이 2가지이상에서 저항성 유전자를 갖고 있는 경우, 다제내성균으로 다중약물저항이라 하며 보다 체계적으로 광범위한 경우 특히 '슈퍼 박테리아'로 다루어지는 경우도 있다.
항생제 저항성의 주요 원인은 세균의 유전적 변이이다. 항생제의 필요와는 상관 없이 노출되는 시간이 많을수록 저항성이 발전할 위험이 커진다. 저항성이  대안 치료의 필요성이 커지고 있다. 이러한 새로운 항생제 치료에 대한 압박에도 새로 승인되는 약제의 수는 서서히 줄어들어왔다. 따라서, 항생제 저항성은 심각한 문제로 제기된다.

## 사례
의학계 안팎에서의 항생제의 광범위한 사용은 저항성 세균의 출현에 중대한 역할을 하였다. 항생제는 사료로 동물들을 키울 때에도 종종 사용되며, 다른 이유보다 이러한 사용이 저항성을 갖는 세균을 발생하게 한다. 이러한 경우에서 일부 국가에서 항생제는 처방 없이 판매되기도하며, 저항성균이 발생하는 원인이 된다. 관리가 잘 된다고 여겨지는 인체에 사용되는 약제에서 저항성 세균이 발생하는 것은 환자나 의사의 항생제의 오용 및 과용이 원인이 되는것으로 알려져있다. 가축의 사료에 항생제를 첨가하는 관행은 저항성의 또 다른 원인이 된다. 가정 내에서 사용하는 항균성 비누나 다른 상품은, 명확하지는 않지만 (감염 통제에 도움이 되지 않는다는 면에서) 또한 권장되지 않는다. 제약사의 부적절한 관행 또한 항생제 저항성균 발생의 한 원인이 될 가능성이 있다.
특정 항생제는 다른 항생제 계열에 비해 슈퍼박테리아의 정착(colonisation)과 크게 관련되어 있다. "좋은 세균"들에 대한 광범위한 작용 외에, 슈퍼박테리아가 사용되는 항생제에 대한 감수성이 부족하거나 조직 침투가 잘 될 때에 정착의 위험성은 증가한다. MRSA(메티실린에 저항성을 보이는 황색포도상구균)의 경우, MRSA의 감염 비율 증가는 당펩티드, 세팔로스포린, 특히 퀴놀론계 항균제와 함께 나타났다. 클로스트리듐 디피실(Clostridium difficile, C difficile)에 의한 정착의 경우, 세팔로스포린, 특히 퀴놀론계 항균제와 클린다마이신이 위험성이 높다.
항생물질의 노출에 의한 동물에서의 저항성균은 육류의 소비, 동물과의 근접 또는 직접 접촉, 환경 등의 경로로 사람에게 전파될 수 있다.

## 기제
항생제 저항성은 수평적 유전자 이동과
, 병원균 유전자의 동일 연쇄군에 속하지 않은 염색체 복제에서 108회 중 1번 꼴의 종점 변이의 결과이다. 병원균에 대한 항생제의 작용은 환경적인 스트레스로 볼 수 있다. 이들 생존을 위해 변이하는 세균들은 살아남아 복제된다. 그리고는 그들의 자손에 이러한 특성을 전파하며, 결과적으로 완전한 저항성을 지닌 군집을 만들어낸다.
미생물들이 항생제에 저항성을 보이는 4가지 기제는 다음과 같다.
1. 약제의 불활성화 또는 변경: 예를 들면, 일부 페니실린 저항성 세균에서는 베타 락타마아제를 생산하여 페니실린을 효소에 의해 탈활성시킨다.
2. 목표 변경: 예를 들면, MRSA와 다른 페니실린 저항성 세균에서 페니실린의 결합 목표 부위인 페니실린 결합 단백질(Penicillin binding protein, PBP)의 변경
3. 대사 경로 변경: 예를 들면, 일부 설파제 저항성 세균은 술폰아미드가 억제된 세균에서 엽산과 핵산 합성의 중요한 전구체인 파라아미노벤조산(PABA)을 필요로 하지 않는다. 대신, 포유류의 세포에서처럼, 이미 형성된 엽산을 이용한다.
4. 약제의 농도 낮춤: 약제의 투과성을 줄이고/줄이거나 세포 표면의 약제의 유출을 늘린다.[12]

플루오로퀴놀론 저항성에는 세 가지 기제가 알려져 있다. 일부 형태의 유출 펌프는 세포간의 퀴놀론 농도를 낮출 수 있다. 그랑 음성균에서는 플라스미드가 중재하는 저항성 유전자가 DNA자이레이즈와 결합할 수 있는 단백질을 생성하여, 퀴놀론의 작용으로부터 보호한다. 최종적으로, DNA자이레이즈의 또는 토포이소머라아제 IV의 주요 위치에서의 변이는 퀴놀론과의 친연성을 줄일 수 있으며, 약제의 효과를 감소시킬 수 있다. 연구를 통하여 박테리아의 단백질인 lexA 유전자가 세균이 퀴놀론과 리팜피신 저항성으로의 변이를 갖게 하는 중요한 역할을 담당하고 있음이 밝혀졌다.
항생제 저항성은 또한 계획적인 실험으로 미생물에 인위적으로 도입될 수도 있는데, 경우에 따라서는 유전자 도입의 기제를 조사하거나 저항성 유전자나 특정 유전자를 흡수한 각각의 유전자를 식별하기 위한 선택표지로 쓰이기도 한다.

## 항생제 저항성 병원균

### 황색포도상구균
황색포도상구균(Methicillin-resistant Staphylococcus aureus, MRSA)은 주요 저항성균 중 하나이다. 인구 약 1/3의 점막과 피부에서 발견되며, 항균 환경에서의 적응력이 극단적으로 강하다. 이 균은 1947년 페니실린에 대한 저항성이 발견되었을 때의 세균들 중 하나였으며, 약이 널리 쓰이기 시작한 4년 후였다. 이후로는 메타실린이 선택할 수 있는 항생제였으나, 신장에 독성이 있어서 옥사실린으로 대체되었다.
MRSA(메티실린 저항성 황색포도상구균)는 1961년 영국에서 처음으로 검출되었으며, 현재는 병원에서 흔한 균이다. 1999년 영국에서 MRSA는 1991년의 4%에서 시작하여 1999년에는 심각한 패혈증의 37%에 영향을 주었다. 영국에서의 모든 황색포도상구균 감염의 절반은 페니실린, 메티실린, 테트라시클린, 에리스로마이신에 저항성이 있다. 따라서 반코마이신이 유일한 효과적인 약제로 남았다. 어쨌거나, 중간 수준(4~8μg/ml)의 항생제 저항성을 갖는 병균(glycopeptide intermediate 'Staphylococcus aureus', GISA 또는 vancomycin intermediate 'Staphylococcus aureus', VISA)가 1990년대말에 등장하기 시작하였다. 첫 번째 확인된 것은 1996년의 일본에서였으며, 이후 영국과 프랑스, 미국에서 발견되었다. 반코마이신에 완전한(>16μg/ml) 저항성이 있는 균(Vancomycin-resistant 'Staphylococcus aureus', VRSA)는 2002년에 미국에서 등장하였다. 또한, 이 세균은 암을 치료하는데도 쓰이고 있다.
1990년에는 '새로운' 종류의 항생제 리네졸리드가 사용할 수 있게 되었다.

### 연쇄구균 및 장구균
화농성연쇄상구균(Streptococcus pyogenes, Group A Streptococcus, GAS)의 감염은 통상 서로 다른 여러 항생제로 치료된다. 초기의 치료는 급속히 퍼지는 화농성연쇄상구균에 의한 병의 사망 위험을 줄일 수 있었을 것이다. 어쨌거나, 최상의 건강 관리도 모든 경우의 죽음을 막지는 못했다. 이와 같이 심하게 앓는 경우, 집중 치료 병동에서의 도움이 필요할 수 있다. 뇌사성 근막염 환자의 경우, 종종 손상된 조직을 제거하기 위한 수술이 필요하다. 마크롤라이드 계열 항생제에 저항성을 갖는 화농성연쇄상구균의 종류가 등장하였으나, 모든 종류들은 여전히 페니실린에 일정하게 감수성을 갖는다.
폐렴연쇄구균의 페니실린과 다른 β-락탐계 항생물질에 대한 저항성은 세계적으로 증가하고 있다. 저항성의 주요 기제는 페니실린 결합 단백질을 부호화하는 유전자 내의 돌연변이의 도입과 관련되어 있다. 선택압이 중요한 역할을 하고 있다고 생각되며, β-락탐계 항생물질의 사용이 감염과 군체 형성의 위험 요소로서 관련되어 있음이 시사되었다. 폐렴연쇄구균은 폐렴, 균혈증, 중이염, 뇌막염, 축농증, 복막염, 관절염의 원인이 된다.

### 녹농균
녹농균(綠膿菌) 또는 슈도모나스에루지노사(Pseudomonas aeruginosa)는 매우 널리 퍼진 기회감염성 병원균이다. 녹농균의 두려운 특징 중 하나는 항생제에 대한 감수성이 낮다는 것이다. 이러한 낮은 감수성은 염색체에 암호화된 저항성 유전자(예를 들면, 'mexAB-oprM', 'mexXY' 등)와 세균의 세포벽의 낮은 투과성과 함께 다제 배출 펌프(multidrug efflux pumps)의 공동 행동(concerted action)에 기여한다. 녹농균은 고유한 저항성 외에도 염색체에 암호화된 유전자의 돌연변이나 항생제 저항성 결정 요인의 수평적 유전자 이동으로 쉽게 획득 저항성을 발전시킬 수 있다.

### 클로스트리듐 디피실리균
클로스트리듐 디피실리균(Clostridium difficile)은 병원에서 감염되는 병원체로, 병원에서의 설사 증상의 원인이 된다. 1989년에서 1992년 사이에 뉴욕, 애리조나, 플로리다, 매사추세츠의 병원에서의 설사 증상 발생은 클린다마이신에 저항성을 갖는 클로스트리듐 디피실리균이 그 원인으로 보고되었다. 2005년 북아메리카에서는 시프로플록사신이나 레보플록사신과 같은 퀴놀론에 저항성을 갖는 C. 디피실리균이 지리적으로 분산되어 발생하였음이 보고되었다.

### 살모넬라와 대장균
대장균과 살모넬라는 직접적으로 오염된 음식에서 감염된다. 대장균에 오염된 고기에서 세균의 8%가 1개 이상의 약제에 저항성이 있다.

## 같이 보기
- 유전공학
- 베타-락타메이스
- 다제내성 결핵
- 뉴델리 메탈로-베타락타메이스